# 国民議会 (セントクリストファー・ネイビス)
国民議会（こくみんぎかい、英語: National Assembly）は、セントクリストファー・ネイビスの立法府である。

## 概要
一院制で定数は15名。直接選挙で選出される11名と、総督が任命する3名の上院議員と1名の司法長官で構成する。